# لئوش یاناچک

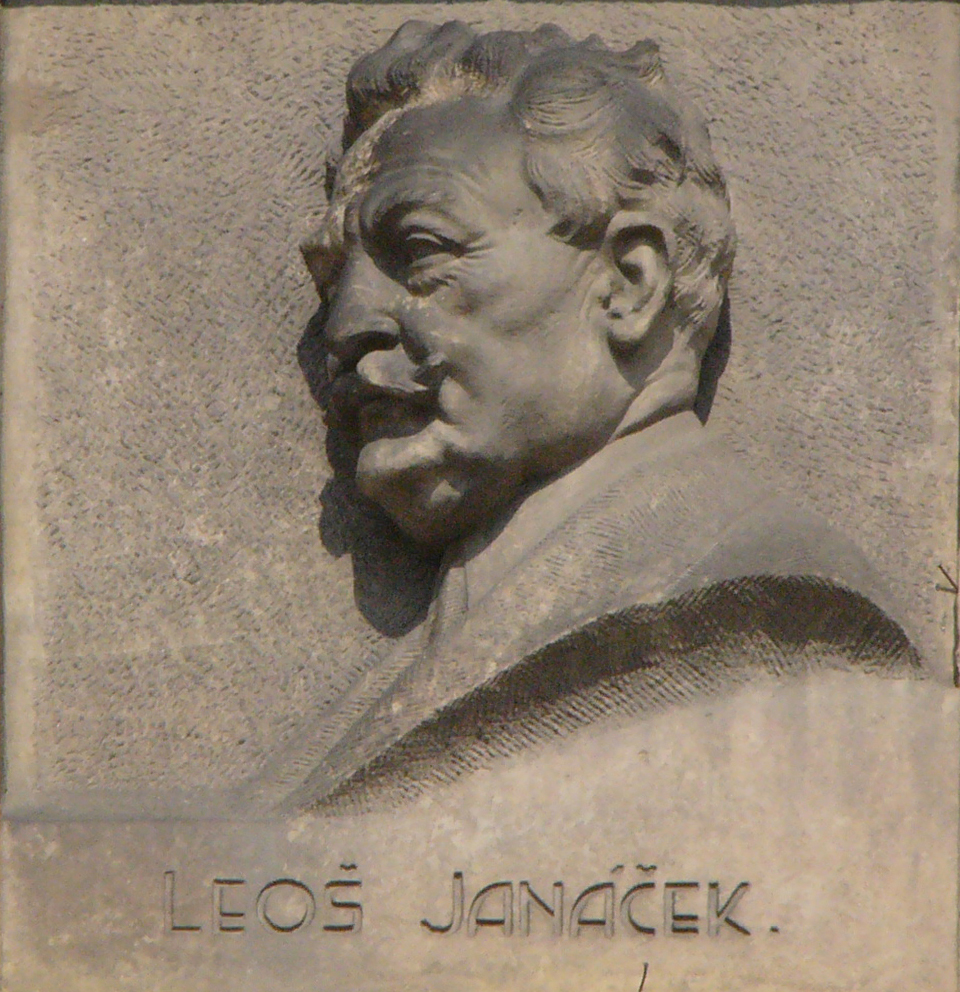
لئوش یاناچک در اولوموتس

لِئوش یاناچِک (به چکی: Leoš Janáček)‏ (تلفظ چکی: [ˈlɛoʃ jaˈna:tʃɛk] ()) آهنگساز چک. او در ۳ ژوئیهٔ ۱۸۵۴ در هوکوالدی به دنیا آمد و در ۱۲ اوت ۱۹۲۸ در اُستراوا درگذشت.

## برخی از آثار
- اپرای سفرهای آقای بروچِک (به چکی: Výlety páně Broučkovy) (۱۹۲۰)
- سینفونیِتا برای ارکستر (Sinfonietta) (۱۹۲۶)
- در مه برای پیانو (به چکی: V mlhách) (۱۹۱۲)
- یک خاطره برای پیانو
- ۲ چهارنوازی زهی
- فهرست آثار

## شنیدن آثار
- آثار لئوش یاناچک در یوتیوب